# Mathias Højgaard Jensen
Mathias Højgaard Jensen (* um 1992 in Kopenhagen) ist ein dänischer Jazzmusiker (Bass, Komposition).

## Leben und Wirken
Højgaard Jensen brachte sich im Alter von neun Jahren selbst das Notenlesen am Klavier bei. Mit zehn Jahren begann er E-Bass zu spielen. Er erhielt eine formale Ausbildung zunächst im Talentprogramm der Musikschule Hørsholm, später am Sankt Annæ Gymnasium und am Musikalsk Grundkursus, wo er sich für Jazz begeisterte und begann, Kontrabass zu spielen. Er bereitete sich von 2011 bis 2013 an der Fridhems Folkhögskola im südschwedischen Svalöv auf sein Studium vor. Von 2013 bis 2018 studierte er am Jazz-Institut Berlin bei Greg Cohen und Marc Muellbauer und ging mit dem Bachelor ab. Zwischen 2018 und 2020 studierte er weiter an der Manhattan School of Music bei Buster Williams und Jim McNeely, wo er mit dem Master abschloss.
2014 gründete Højgaard Jensen mit Lukas Akintaya und Povel Widestrand das Holon Trio, das seit 2016 mehrere Alben veröffentlichte. In New York gründete er mit den Saxophonisten David Mirarchi und Vittorio Mura und dem Schlagzeuger Angus Mason das Quartett Quiet People, das 2020 ein gleichnamiges Album veröffentlichte. Weiterhin erhielt er den Auftrag, ein Orchesterstück zu komponieren, das im Juli 2021 in Hamburg vom Kammerorchester Ensemble Reflektor mit dem Holon Trio unter der Leitung von Holly Hyun Cho uraufgeführt wurde; es wurde 2022 auf dem Album Ad Astra veröffentlicht. Er ist auch auf Parallels er Vejslev Exploration Band von Kristoffer Vejslev Dyssegaard zu hören.

## Preise und Auszeichnungen
Højgaard Jensen ist erster Preisträger des Solistenpreises beim Wettbewerb Jazz Wings im Warschauer Club 12on14. Mit dem Holon Trio gewann er 2015 einen Preis beim Europäischen Burghauser Jazzwettbewerb.

## Diskographische Hinweise
- Holon Trio: Holon (Mons, 2016, mit Povel Widestrand, Lukas Akintaya)
- Holon Trio: Shields Dow (Berthold Records 2019)
- David Mirarchi / Mathias Højgaard Jensen Nonlocal (2021)
- Ensemble Reflektor / Holon Trio / Holly Hyun Choe Ad Astra (Paschen 2022)
- Is As Is (Fresh Sound, 2024), mit David Mirarchi, Jacob Sacks, Steven Crammer